# Resolutie 2069 Veiligheidsraad Verenigde Naties
Resolutie 2069 van de Veiligheidsraad van de Verenigde Naties werd op 9 oktober 2012 unaniem aangenomen door de VN-Veiligheidsraad. De resolutie autoriseerde de ISAF-macht van de NAVO in Afghanistan opnieuw voor een jaar.

## Achtergrond
In 1979 werd Afghanistan bezet door de Sovjet-Unie, die vervolgens werd bestreden door Afghaanse krijgsheren. Toen de Sovjets zich in 1988 terugtrokken raakten die slaags met elkaar. In het begin van de jaren 1990 kwamen ook de Taliban op. In september 1996 namen die de hoofdstad Kabul in. Tegen het einde van het decennium hadden de Taliban het grootste deel van het land onder controle en riepen ze een streng islamitische staat uit.
In 2001 verklaarden de Verenigde Staten met bondgenoten hen de oorlog en moesten ze zich terugtrekken, waarna een interim-regering werd opgericht. Die stond onder leiding van Hamid Karzai, die in 2004 tot president werd verkozen.

## Inhoud

### Waarnemingen
Op de Internationale Afghanistanconferentie in Bonn in december 2011 was besloten dat het overgangsproces in Afghanistan in 2014 moest worden afgerond. Daarop moest een decennium van hervormingen volgen waarbij het land een functionele staat wordt. Voor het zover kon komen moesten de veiligheid, het bestuur, de mensenrechten, de ordehandhaving en de ontwikkeling van Afghanistan verbeteren, en moest iets gedaan worden tegen de drugshandel en de corruptie.
Op de NAVO-top in Lissabon waren Afghanistan en de ISAF-landen overeengekomen de verantwoordelijkheid voor de veiligheid geleidelijk aan over te dragen aan de Afghaanse overheid tegen 2014. Midden 2013 moesten de Afghanen hier al de leiding hebben en moest de overgang in alle regio's begonnen zijn. De veiligheidssituatie zelf bleef intussen zorgwekkend. Geweld en terreur door de Taliban, Al Qaida, andere gewapende groeperingen en misdadigers bleven de bevolking bedreigen. Men was ook bezorgd over het hoge aantal burgerslachtoffers dat deze groeperingen bleven maken. Desondanks steeg het aantal Taliban dat de ideologie van Al Qaida afzwoer en zich achter een vreedzame oplossing schaarde.

### Handelingen
Het mandaat van de International Security Assistance Force (ISAF) werd verlengd tot 13 oktober 2013. Het was nu van belang dat de Afghaanse veiligheidsdiensten verder versterkt en opgeleid werden om zelf in te staan voor de veiligheid en ordehandhaving in hun land.

## Verwante resoluties
- Resolutie 2011 Veiligheidsraad Verenigde Naties (2011)
- Resolutie 2041 Veiligheidsraad Verenigde Naties
- Resolutie 2096 Veiligheidsraad Verenigde Naties (2013)
- Resolutie 2120 Veiligheidsraad Verenigde Naties (2013)

Lijst ·  2033 ·  2034 ·  2035 ·  2036 ·  2037 ·  2038 ·  2039 ·  2040 ·  2041 ·  2042 ·  2043 ·  2044 ·  2045 ·  2046 ·  2047 ·  2048 ·  2049 ·  2050 ·  2051 ·  2052 ·  2053 ·  2054 ·  2055 ·  2056 ·  2057 ·  2058 ·  2059 ·  2060 ·  2061 ·  2062 ·  2063 ·  2064 ·  2065 ·  2066 ·  2067 ·  2068 ·  2069 ·  2070 ·  2071 ·  2072 ·  2073 ·  2074 ·  2075 ·  2076 ·  2077 ·  2078 ·  2079 ·  2080 ·  2081 ·  2082 ·  2083 ·  2084 ·  2085